# مونوبار
مونوور یا مونوبار (به اسپانیایی: Monòver - Monóvar) دهستانی در استان آلیکانتهٔ اسپانیا است.
در این دهستان ۱۳٬۰۶۰ نفر زندگی می‌کنند. مساحت این دهستان ۱۵۲٫۲۴ کیلومتر مربع است.